# Шербэнеску, Александру

Румынские лётчики-асы, награждённые орденом Михая Храброго: Константин Кантакузино (первый слева), Иоан Дицезаре (второй слева), Тудор Гречану, А. Шербэнеску (второй справа) и Иоан Милу. 1943 г.

Александру Шербэнеску (рум. Alexandru Șerbănescu; 17 мая 1912, с. Колонешти, Валахия (ныне жудец Олт Румыния) — 18 августа 1944, Бузэу) — румынский лётчик-ас, считается одним из наиболее результативных пилотов-истребителей за всю историю румынской авиации. Занимает второе место в списке румынских асов периода Второй мировой войны после Константина Кантакузино.
В ходе Второй мировой войны капитан Александру Шербэнеску совершил 590 боевых вылетов и одержал 47 подтвержденных и 8 вероятных побед.

## Биография

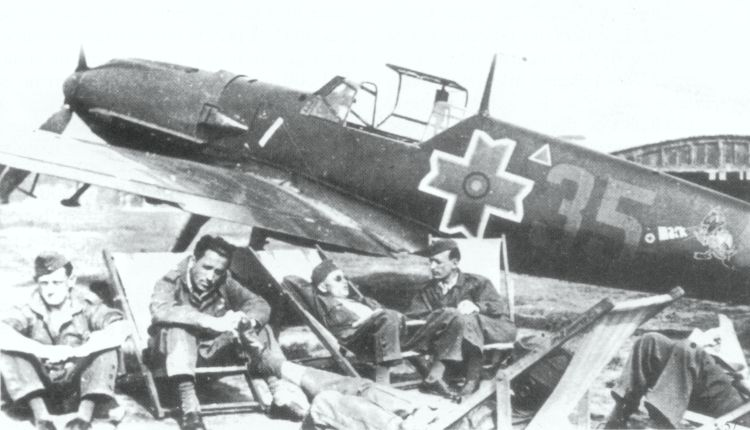
Самолёт Messerschmitt Bf 109E-7, на котором летали пилоты эскадрильи Шербэнеску Gr.7 Van. под Сталинградом

В 1933 году окончил пехотную офицерскую школу. Был направлен в 3-й горный батальон, расквартированный около Брашова. В 1938 году ему было присвоено звание сублокотенента. Попросился направить его в летную школу.
В 1939 году окончил школу летчиков-наблюдателей и был направлен в авиашколу для подготовки уже в качестве пилота. Летом 1941 года после начала боевых действий на Восточном фронте был переведен в истребительную авиашколу, которую окончил в конце августа 1942 года. 2 сентября совершил свой первый боевой вылет. С середины сентября группа действовала с аэродрома Карповка, в 36 км западнее Сталинграда. 17 сентября Шербэнеску одержал свою первую победу, сбив «Як», а 25 сентября он записал на свой счет второй советский самолёт.
6 марта 1943 года Шербэнеску было присвоено звание капитана и поручено командование эскадрильей Esc.57 Van. До 1 июля 1943 года, когда Gr.7 Van. была передана под командование 1-го румынского авиакорпуса, Шербэнеску успел одержать ещё четыре победы, сбив два Ла-5 и два Як-7.
В течение 17—18 июля одержал шесть побед.
В течение 16 августа пилоты Gr.7 Van. одержали 22 подтвержденных и пять вероятных побед. Румынский ас записал на свой счет ещё две победы, сбив два Ил-2. Ещё один штурмовик был им поврежден, но, что с ним затем стало, было неизвестно, и потому он был отнесен к разряду вероятных побед. На следующий день капитан Шербэнеску был награждён немецким Железным Крестом 1-го класса. 20 августа в ходе очередного боя он получил касательное ранение в лицо, но продолжал участвовать в боевых вылетах.
30 августа 1943 года Шербэнеску был в числе пяти лучших румынских летчиков-истребителей, награждённых высшей военной наградой Румынии орденом Михая Храброго.
10 октября 1943 года на горящем «Мессершмитте» смог дотянуть до позиций румынской 4-й горнострелковой дивизии и совершить вынужденную посадку.
В мае 1944 года его группа участвовала в боях в районе г. Яссы. 22 мая капитан Шербэнеску довел общее число своих побед до сорока, сбив два P-39. С 6 июня 1944 года Gr.9 Van. начала участвовать в боях с самолётами Военно-воздушными силами армии США, появлявшимися над Румынией, и 11 июня капитан Шербэнеску сбил В-17.
В боях за оборону Бухареста и Плоешти 4 августа 16 Messerschmitt Bf.109G-6 во главе с капитаном Шербэнеску атаковали соединение американских самолётов. В ходе боя Шербэнеску сбил один North American P-51 Mustang, а капитан Кантакузино — два P-38. 11 августа капитан Шербэнеску сбил два P-51.
18 августа 1944 года в ходе боя с американскими P-51 и P-38, прикрывавшими бомбардировщики из 15-й воздушной армии США, которые атаковали нефтепромыслы Плоешти, «Мессершмитт» Шербэнеску был сбит. Он не дожил всего пять дней до 23 августа 1944 года, когда в Бухаресте произошёл антифашистский переворот и Румыния подписала перемирие с союзниками.
Похоронен с почестями на военном кладбище Генча в Бухаресте.

## Отдельные награды
- Орден Михая Храброго
- Орден Звезды Румынии
- Орден Короны Румынии
- Железный крест 2-го класса
- Железный крест 1-го класса.

## Память
- Имя Александру Шербэнеску присвоено одной из улиц румынской столицы в районе аэропорта и школе на его родине.
- В 2008 году в Колонешти открыт монументальный ансамбль «Лестница на небеса» и установлен бюст А. Шербэнеску перед мэрией.
- Имя А. Шербэнеску носит 95-я авиабаза ВВС Румынии